# Un hombre de acción
Un hombre de acción és una pel·lícula de drama criminal de 2022 dirigida per Javier Ruiz Caldera a partir d'un guió de Patxi Amezcua, protagonitzada per Juan José Ballesta al costat de Luis Callejo i Miki Esparbé.
Està basada lliurement en la vida de Lucio Urtubia.
Es va estrenar a Netflix el 30 de novembre del 2022.
La trama, que té lloc entre la dècada de 1940 i la de 1980 i es desenvolupa principalment a França, s'inspira lliurement en la vida de l'anarquista, paleta i lladre de bancs establert a París, Lucio Urtubia, conegut per falsificar xecs de viatge fent una estafa a gran escala adreçada al Citybank.

## Repartiment
- Juan José Ballesta: Lucio Urtubia[6]
- Miki Esparbé: Quico Sabaté[6]
- Luis Callejo: Asturiano[6]
- Liah O'Prey: Anne[6]
- Alexandre Blazy: Inspector Costello[6]
- Ben Temple: Barrow[6]
- Ana Polvorosa: Satur[6]
- Fred Tatien: Patrick[6]
- Josean Bengoetxea: Germinal[6]
- Jon Olivares: Josep[6]
- Monica Lamberti: Pequeña Jeanne[6]
- Bastien Ughetto[6]
- Ken Appledorn[6]
- Nubel Feliz Yan: Camarada a la presó[6]
- Tomás Pozzi[6]

## Producció
La pel·lícula és una producció d'Ikiru Films, La Pulga y el Elefante i La Terraza Films.
Sergi Vilanova es va fer càrrec de les tasques de fotografia.
Els llocs de rodatge van ser Vigo (Galícia), Catalunya i França.

## Estrena
Un hombre de acción es va estrenar a Netflix el 30 de novembre de 2022.